# Brătești (okręg Jassy)
Brătești (ros. Вратешты) – wieś w Rumunii, w okręgu Jassy, w gminie Stolniceni-Prăjescu. W 2011 roku liczyła 1710 mieszkańców.